# Maxime François
Maxime Rémy Jean François (ur. 21 września 1988) – francuski zapaśnik walczący w stylu wolnym. Zajął 22 miejsce na mistrzostwach świata w 2017. Piąty na igrzyskach śródziemnomorskich w 2018. Brązowy medalista mistrzostw śródziemnomorskich w 2010.
Mistrz Francji w 2008, 2010, 2013, 2016, 2017 i 2018 roku.